# イオカステ (衛星)
イオカステ（英語：Iocaste、確定番号：Jupiter XXIV）は、木星の第24衛星である。
2000年11月23日に、スコット・S・シェパードが率いるハワイ大学の観測チームによって発見され、S/2000 J 3 という仮符号が与えられた。観測にはハワイ大学の望遠鏡が用いられた。その後2002年10月22日に、ギリシア神話のオイディプスの母で妻でもあるイオカステーに因んで命名され、Jupiter XXIV という確定番号が与えられた。
イオカステの見かけの等級は21.8であり、アルベドを0.04と仮定した場合、イオカステの直径はおよそ 5.2 km と推定される。また、密度を 2.6 g/cm3 と仮定した場合、質量はおよそ 9.0 ×1013 kg と推定される。イオカステは、木星から1930万kmと2270万kmの間の距離を逆行軌道で公転し、軌道傾斜角が 150° 前後の不規則衛星のグループであるアナンケ群に属している。
2002年にマゼラン望遠鏡を用いてイオカステの観測が行われ、色指数が B-V=0.63、V-R=0.36、V-I=0.62、表面は灰色でC型小惑星と類似していることが分かった。これは同じアナンケ群に属するハルパリケやプラクシディケと似た特徴だが、グループで最も大きいアナンケは灰色にやや赤みがかった色をしており、異なる特徴を持つことが示唆されている。